# Philips Bedrijfsschool

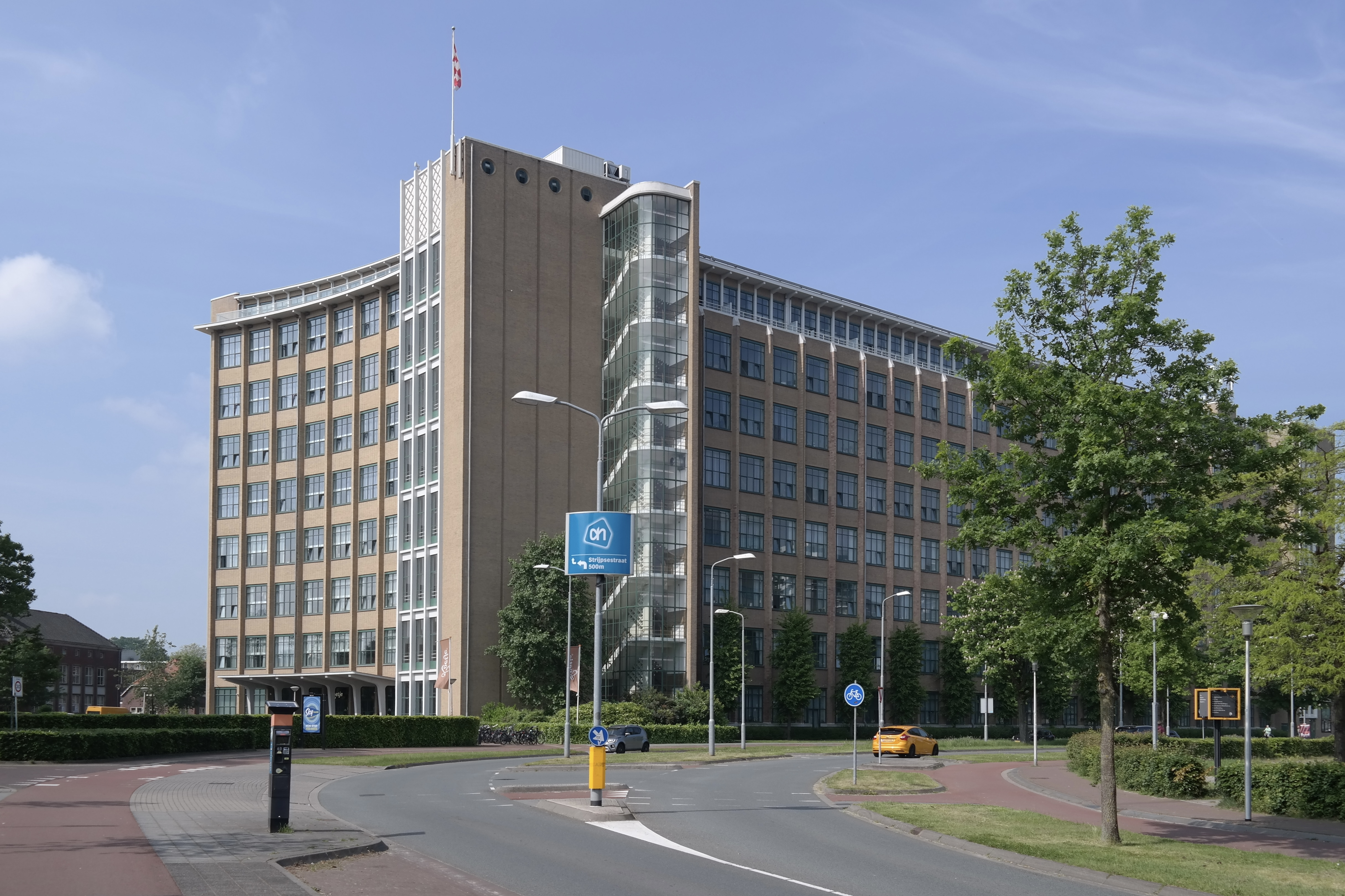
Voormalig gebouw van Philips Bedrijfsschool aan de Kastanjelaan

De Philips Bedrijfsschool, opgericht in 1929 door het Nederlandse elektronicaconcern Philips, had als doel het opleiden van eigen personeel om in de Philipsfabrieken te kunnen werken. Na het afstuderen was elke leerling verzekerd van een baan binnen het Philipsconcern.

## Geschiedenis
Op 28 november 1929 vond de officiële opening plaats van de Philips Bedrijfsschool, nadat eerder dat jaar de werkplaats in gebruik was genomen. Tegelijkertijd met de school opende ook het Philips Ontspannings Centrum, waar naast onderwijs ook gymnastiek en opvoeding werden gegeven aan de leerlingen. De school bevond zich in een nieuw gebouw, gelegen tussen de Berkenstraat, de Kastanjelaan en de Frederiklaan in Eindhoven, tussen het Philipsdorp en het industrieterrein Strijp-S. Voor leerlingen die ver van de school woonden, was er een klooster op het terrein waar ze konden verblijven.
Tijdens de Tweede Wereldoorlog raakte het oude schoolgebouw zwaar beschadigd en werd het in 1947 gesloopt en herbouwd. In 1950 werd het nieuwe gebouw geopend en in gebruik genomen. Het nieuwe gebouw was groter dan het oude en voorzag in een ruimere gymzaal, kantine en meer lokalen. Hierdoor kon het ook andere afdelingen huisvesten.
In september 1954 begon de uitbreiding van de school met de bouw van twee nieuwe vleugels. Deze uitbreiding bood ruimte aan nieuwe onderwijs- en commerciële afdelingen. Het huidige gebouw heeft grotendeels zijn vorm gekregen door deze uitbreiding.

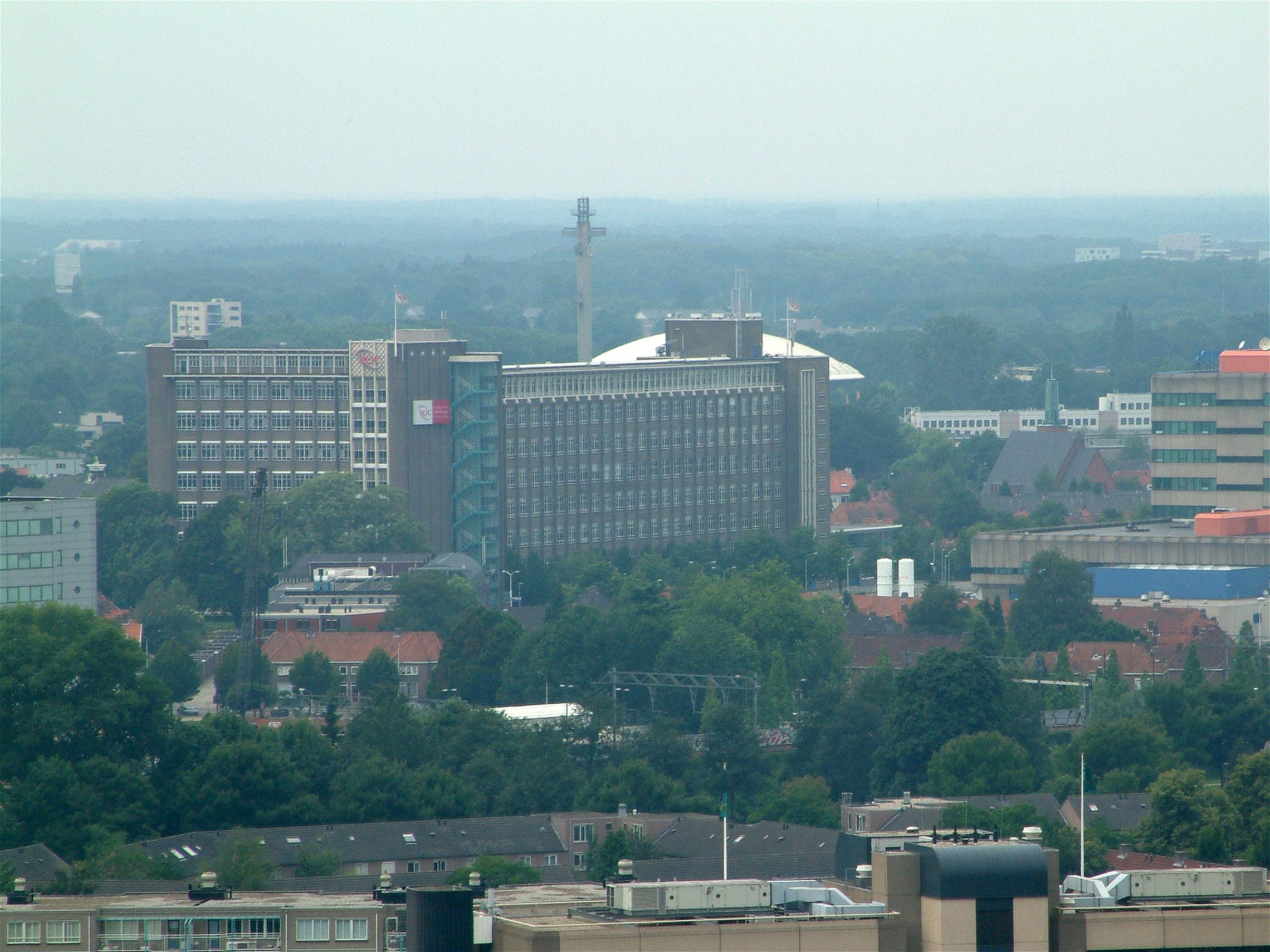
Het gebouw in 2008

In 1989 werd de Philips Bedrijfsschool opgeheven, waarna het pand aan de Frederiklaan gedurende 5 jaar leeg stond. In 1994 werd het gebouw in gebruik genomen door het Technisch Lyceum Eindhoven, en in 2000 werd het ROC Eindhoven er gehuisvest. Tot augustus 2018 diende de Philips Bedrijfsschool nog als onderwijslocatie voor het Summa College. Sinds oktober 2017 is het voormalige Philips Bedrijfsschool in handen van een projectontwikkelaar , die in 2019  op de Frederiklaan 60a begon met de bouw van onder andere 440 appartementen. Het voormalige MTS op Frederiklaan 60b dient sinds augustus 2018 als onderwijs locatie voor Luzac Onderwijs. 

## Onderwijs
De leerlingen van de bedrijfsschool ontvingen praktijkgerichte lessen over verschillende beroepen die het Philipsconcern te bieden had. In de eerste maanden lag de nadruk vooral op algemene vakken, terwijl ze naarmate de opleiding vorderde, zich konden specialiseren in een specifieke richting. Bijvoorbeeld, leerlingen konden kiezen uit vakgebieden als bankwerkerij of de kantoorschool.